# Blötö-Kidö
Blötö-Kidö este o arie protejată (arie specială de conservare — SAC, sit de importanță comunitară — SCI) din Suedia întinsă pe o suprafață de 82 ha, integral pe uscat.

## Localizare
Centrul sitului Blötö-Kidö este situat la coordonatele 56°10′32″N 15°24′21″E / 56.1756°N 15.4059°E.

## Înființare
Situl Blötö-Kidö a fost declarat sit de importanță comunitară în iulie 2000 pentru a proteja 1 specie de animale. Situl a fost protejat și ca arie specială de conservare în martie 2011.

## Biodiversitate
Situată în ecoregiunile continentală și marină baltică, aria protejată conține 4 habitate naturale: Pășuni de coastă din Baltica boreală, Pășuni din zone de pădure fino-scandinave, Golfuri mici largi și golfuri puțin adânci, Pajiști uscate europene.
La baza desemnării sitului se află o specie protejată de  nevertebrate: Osmoderma eremita.